# Драгун, Константин Захарович
Константин Захарович Драгун — советский хозяйственный, государственный и политический деятель, генерал-майор КГБ.

## Биография
Родился в 1919 году в деревне Холмеч. Член КПСС.
Окончил Ленинградский институт инженеров железнодорожного транспорта.
До 1952 — инженерный и руководящий работник на Северной железной дороге, заместитель начальника паровозного депо ст. «Свердловск-Сортировочная», начальник паровозного депо ст. «Тюмень», начальник службы тяги, заместитель начальника Свердловского отделения железной дороги.
В 1956—1957 — секретарь парткома Управления КГБ.
В 1962 — начальник 12-го отдела 2-го Главного управления КГБ при СМ СССР.
В 1966—1967 — начальник 6-го отдела 2-го Главного управления КГБ при СМ СССР.
В 1968—1975 — начальник УКГБ по Ростовской области.
В 1976—1984 — заместитель министра путей сообщения СССР.
Депутат Верховного Совета РСФСР 8-го и 9-го созывов. Делегат XXIV съезда КПСС.
Умер в 1984 году в Москве.

## Награды
- Орден Красного Знамени
- Орден Красной Звезды